# コンスタンティン・チュカヴィン
コンスタンティン・アレクサンドロヴィチ・チュカヴィン（Konstantin Aleksandrovich Tyukavin、2002年6月22日 - ）は、ロシア・コトラス出身のサッカー選手。FCディナモ・モスクワ所属。ポジションはFW。

## クラブ経歴
FCディナモ・モスクワのユース出身。2020年11月1日、FKタンボフとのリーグ戦にてロマン・ノイシュテッターとの交代でトップチームデビューを果たした。翌年2月20日、ロシア・カップのFCスパルタク・モスクワとの試合でプロ初ゴールを70分に挙げ、2-0での勝利に貢献した。

## 代表経歴
2021年9月、ワールドカップ予選のクロアチア戦、マルタ代表、キプロス代表を戦うロシア代表に初招集された。同月4日、キプロスとの試合で18歳にしてロシア代表デビューを果たした。

## 人物
父親のアレクサンドルはバンディのロシア代表だった選手であり、バンディ世界選手権を8度制したチームの中心選手だった。